# Isoetes bruntonii
Isoetes bruntonii är en kärlväxtart som beskrevs av Knepper och Musselman. Isoetes bruntonii ingår i släktet braxengräs, och familjen Isoetaceae. Inga underarter finns listade i Catalogue of Life.